# Dean Reed
Dean Cyril Reed (Lakewood, 22 de septiembre de 1938 - Zeuthen, 13 de junio de 1986) fue un cantante, actor y compositor estadounidense. Vivió durante parte de su vida en Sudamérica y en Alemania Oriental hasta su muerte. Fue apodado «Red Elvis» (El Elvis rojo) por haber granjeado la mayor parte de su éxito en países del campo socialista.

## Biografía
Dean Reed nació en Lakewood, Colorado (Estados Unidos), aunque residió en varios lugares de su país natal. Después de estudiar meteorología en la Universidad de Colorado, Reed se trasladó a California para intentar comenzar una carrera como músico. En 1958 firmó un acuerdo con la casa discográfica Capitol Records, que intentó hacer de él un ídolo juvenil y se encargó de la producción de varios singles como "I kissed a Queen" o "Our summer romance". Además Reed hizo sus primeras apariciones en TV como estrella especial en algunas telecomedias. Aun así, Reed no llegó a triunfar en los Estados Unidos como superestrella, logrando una mediana fama.
Sin embargo, a pesar de que Reed nunca logró grandes posiciones en las listas de éxitos con sus temas en su país natal, algunos de sus temas como "Our summer romance" habían logrado los primeros puestos en las listas de Argentina y Chile. Reed aprovechó la ocasión para iniciar una gira por Sudamérica, donde llenó estadios en Chile y Perú y logró la popularidad que no obtuvo en su país. Reed se estableció en Chile, aprendió español, grabó varias películas para el mercado sudamericano y llegó a tener un programa en la televisión argentina.
Mientras vivió en Sudamérica, Reed hizo numerosos álbumes, películas, e incluso apareció en programas de televisión en Buenos Aires Argentina; como Sábados Continuados con la conducción de Antonio Carrizo. Deen Reed vivió en Argentina durante aproximadamente cuatro años. Durante ese período, ofreció varios conciertos en vivo. Durante estas actuaciones, Dean Reed fue acompañado por el grupo "Los Dominantes". Los Dominantes fue una banda de rock de Lanús, formada por Juan Luis Bhe "Ricky" (teclados), Carlos Reale "Charly" (bajo), Dardo Rivero (1.ª. guitarra), Juan Chiarello (2.ª. guitarra), Jacinto Atencio (batería).
Asimismo, comenzó a ponerse en contacto con intelectuales y artistas de izquierda latinoamericana como el cantante chileno Víctor Jara, y empezó a hacer declaraciones y discursos apoyando sus teorías políticas, tocando gratuitamente en los barrios pobres, o criticando acciones realizadas por el Gobierno de los Estados Unidos como la guerra de Vietnam.
Tras ser deportado de Argentina en 1966, se estableció en Roma un par de años, rodando películas de spaghetti western, hasta que fue invitado por la Organización Juvenil Socialista de la Unión Soviética para viajar a Moscú y comenzar una gira por el país, donde tuvo bastante éxito y se usó su acto con fines propagandísticos, motivo por el cual durante varios años no pudo regresar a los Estados Unidos. Su postura a favor del marxismo se radicalizó tras la muerte de Salvador Allende y el asesinato de Víctor Jara, cantante al que admiraba e interpretaría más tarde en la película alemana El cantor. Volvería a Chile recién en 1983, en plena dictadura militar, con visa de turista, pero fue expulsado tras actuar en un par de escenarios.

## Vida en la RDA
A partir de 1970 Reed se estableció de forma definitiva en la República Democrática Alemana, más concretamente en Berlín Oriental. Durante su estancia nunca se afilió al Partido Socialista Unificado de Alemania –él se definía como marxista antes que comunista– y nunca renunció a su nacionalidad estadounidense, afirmando que era "un patriota" al que no le gustaba el sistema político capitalista, pero que conservaba un gran afecto por los Estados Unidos, a pesar de que fuera considerado por muchos de sus compatriotas como un traidor. De hecho, hasta el final de sus días siguió enviando declaraciones de impuestos al Internal Revenue Service. En 1976 se convirtió en colaborador informal de la Stasi, con el alias «Victor».
En 1986 pudo volver a su país invitado por el director Will Roberts, que había grabado un documental titulado Dean Reed: American Rebel, y concedió una entrevista para el programa 60 minutes de la CBS, entrevista donde mostró su apoyo a la construcción del Muro de Berlín y la guerra de Afganistán, lo cual motivó su ruptura personal con los amigos y familiares con quienes aún se contactaba en su país. Al mismo tiempo, antiguos admiradores estadounidenses le enviaron cartas llenas de insultos e injurias, tachándolo de traición y reclamando que se haga ciudadano de la RDA.
Reed tuvo a lo largo de su vida tres esposas: entre 1964 y 1971 una mujer estadounidense llamada Patty Hobbs, con quien se estableció en la RDA hasta su divorcio y quien fue madre de su primera hija, de nombre Ramona, la modelo alemana Wiebke Dorndeck, con la que tuvo a otra hija, Natasha, y hasta su muerte con la actriz alemana Renate Blume.

### Muerte
Dean Reed iba a comenzar el rodaje de una producción cinematográfica sobre la Masacre de Wounded Knee. La noche anterior al inicio del rodaje debía a reunirse con el productor, sin embargo, nunca llegó al sitio y desapareció. Cinco días después su cadáver fue encontrado flotando en un lago de Zeuthen. La policía atribuyó su muerte a un accidente, aunque se ha teorizado que se trató de un suicidio. Algunas fuentes[¿cuál?] señalan que el gobierno de Alemania Oriental no computaba los suicidios.
Existe cierta controversia sobre su muerte al no haber sido completamente esclarecida; mientras que sus amigos alemanes y su esposa Renate afirmaron que Reed tenía un cuadro depresivo, provocado posiblemente por la añoranza de su país y el dolor de perder contacto con sus compatriotas tras la entrevista en 60 Minutes, y quiso suicidarse, su familia y amigos de los Estados Unidos afirmaron que podía haberse tratado de un asesinato y acusaron a su esposa de haberlo espiado como agente de la policía secreta.

## Repercusión posterior
Además de los documentales y biografías sobre su persona, está previsto el rodaje de una película estadounidense basada en su vida. Según el diario berlinés B.Z. la película se llamará "Comrad Rockstar" y estará protagonizada por Tom Hanks, que le compró los derechos de cualquier filme a su viuda Renate Blume.

## Carrera

### Filmografía
- Adiós Sabata (1970) dir. Gian Franco Parolini Yul Brynner
- La ley del karate en el oeste (1973) dir. Toni Ricci
- Mi primera novia (1966) con Palito Ortega y Evangelina Zalazar
- Ritmo nuevo, vieja ola (1965) dir. Enrique Carreras
- Guadalajara en Verano (1964) con Alicia Bonet, Claudio Brook, David Reynoso

### Discografía
- The Search, Capitol Records, 1959
- I Kissed a Queen, Capitol Records, 1959
- Anabelle, Capitol Records 1959
- He Besado A Una Reina, Capitol Chile, 1959
- Our Summer Romance, Capitol Records, 1959
- Nuestro Amor Veraniego, "No te tengo" Capitol Chile, 1960
- Don't Let Her Go, Capitol Records, 1960
- I Forgot More Than You'll Ever Know, Imperial Records, 1961, Once more (side A)
- El amor es la fuerza más poderosa RCA Victor Chile 1962
- Muñeco de trapo", RCA Victor Chile 1962
- Como Un Niño Soy, Odeon Chile, 1964
- La Bamba, Odeon Argentina, 1965
- Hippy Hippy Shake, Odeon Chile/Argentina, 1965
- Simpatía, EMA 1966
- Dean Reed, Melodija, Lp, URSS, 1967
- Dean Reed, Melodija, 1969
- my way" sello desconocido, 1969
- if you go away sello desconocido, 1969
- Las Cosas Que Yo He Visto, Odeon Chile, 1971
- No nos moverán!, sencillo, FA, Uruguay, 1971
- Dean Reed, Lp, URSS, 1972
- Mississippi-Line, Melodija 1972
- Wir sagen ja..., Amiga, 1972
- Dean Reed a jeho svet, Supraphon, 1976
- We Will Say Yes (Ïîåò Äèí Ðèä), Lp, URSS, 1978
- My Song For You, Supraphon, 1978
- Rock 'n' Roll, Country & Romantic, Supraphon, 1980
- Dean Reed Country, Supraphon, 1981
- Dean Reed, Supraphon, 1986
- Akter i Pesnya, CD, Rusia, 2001
- The Red Elvis (The Very Strange Story Of), CD, Alemania, 2007

### Álbumes posteriores a su muerte
- Akter i pesnja: Dean Reed, Vostokchim, 2001
- The Red Elvis: The Very Strange Story Of Dean Reed, Bear Family, 2007
- Seine Amiga-Erfolge, SONY BMG, 2007

### Para Televisión
- 1978: El Cantor (Grabada en la RDA, basada en la vida de Víctor Jara)